# Seo-gu, Daegu
Seo-gu (koreanska: 서구) är ett stadsdistrikt i staden Daegu i Sydkorea. Den ligger i den centrala delen av landet, 240 km sydost om huvudstaden Seoul.  Antalet invånare är 172 879 (2020).

## Administrativ indelning
Seo-gu består av 17 stadsdelar (dong):
Bisan 1-dong,
Bisan 2.3-dong,
Bisan 4-dong,
Bisan 5-dong,
Bisan 6-dong,
Bisan 7-dong,
Naedang 1-dong,
Naedang 2.3-dong,
Naedang 4-dong,
Pyeongni 1-dong,
Pyeongni 2-dong,
Pyeongni 3-dong,
Pyeongni 4-dong,
Pyeongni 5-dong,
Pyeongni 6-dong,
Sangjungi-dong och
Wondae-dong.